# Rainer Abicht Elbreederei
Die Rainer Abicht Elbreederei GmbH & Co. KG ist ein Schifffahrtsunternehmen für Hamburger Hafenrundfahrten. Der Sitz des Unternehmens ist an den St. Pauli-Landungsbrücken.

## Geschichte
Das Familienunternehmen betreibt die Elbschifffahrt in der dritten Generation. Die erste Hamburger Hafenbarkasse der Familie gehörte Otto Abicht und sie wurde 1926 von seinem Sohn Kurt Abicht gekauft. Dieser baute die Flotte weiter aus und übergab fünf Jahrzehnte später den reinen Barkassenbetrieb an den Sohn Rainer Abicht.
Mit der Hammonia stellte die Reederei 1993 erstmals ein Fahrgastschiff in Dienst. Weitere Neubauten und Zukäufe folgten und die Barkassen wurden nach den EU-Richtlinien von der Behrens-Werft modernisiert. Die Werft baute 2006 auch die Klein Erna und 2007 vier modern ausgestattete Barkassen. 2017 wurden die zwei neuen Barkassen Til Abicht und Hanna Abicht von der Feltz-Werft in Finkenwerder abgeliefert.

## Aktuelle Flotte

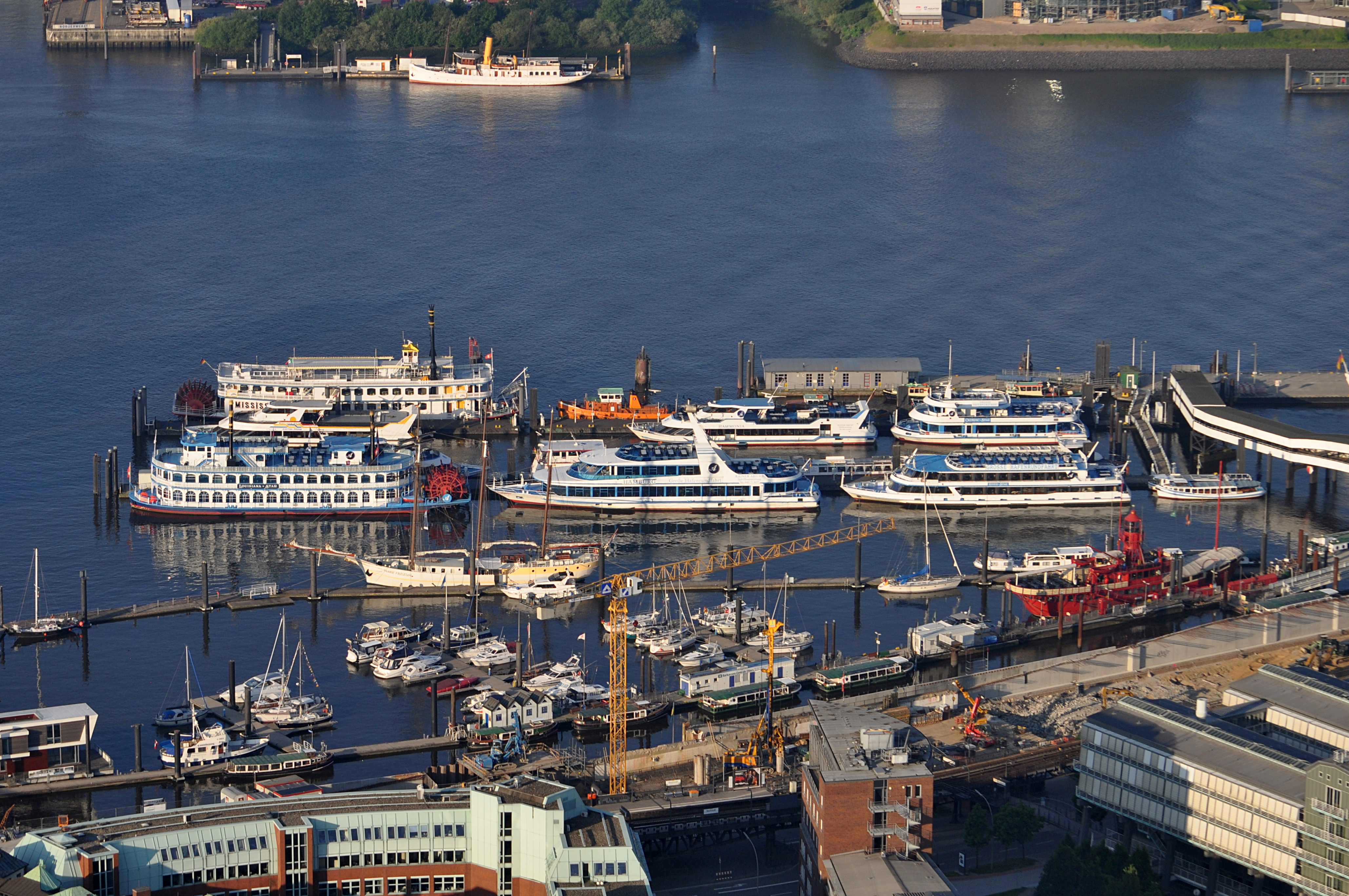
Schiffe der Reederei im Brandenburger Hafen (Hamburg-Neustadt)

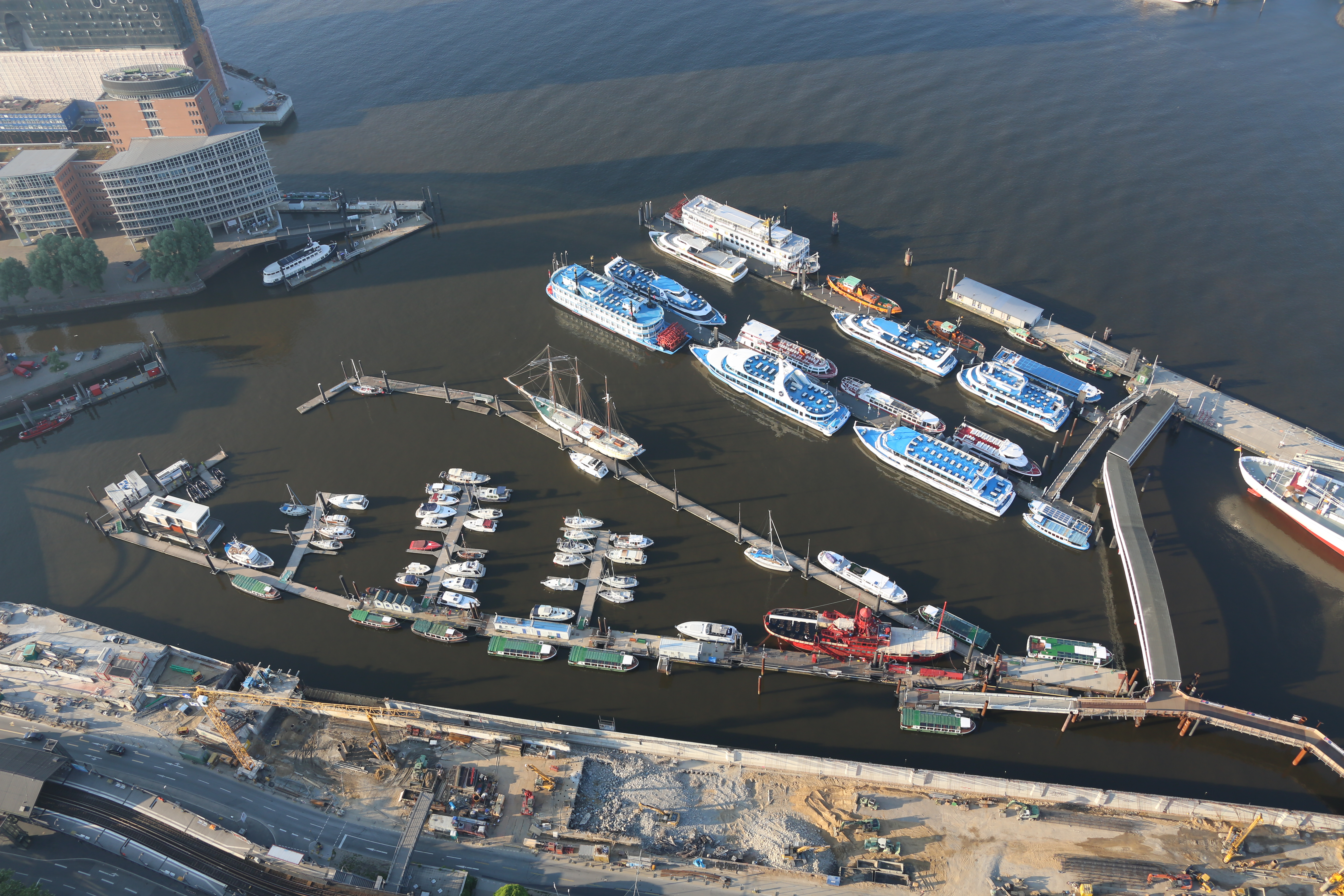
Luftaufnahme der Schiffe der Reederei im Brandenburger Hafen (Hamburg-Neustadt)

Die Schiffe und Barkassen sind ganzjährig im Einsatz. Neben den planmäßigen Hafenrundfahrten werden sie auch für Charterfahrten angeboten.
| Schiffsname     | ENI      | Baujahr | Länge   | Passagiere | Bild                                                        |
| --------------- | -------- | ------- | ------- | ---------- | ----------------------------------------------------------- |
| Elbkristall     | 04810770 | 2013    | 40,66   | 300        | Rundfahrtboot am Anleger St. Pauli Landungsbrücken, Hamburg |
| Louisiana Star  | 05803860 | 1999    | 56,0 m  | 500        |                                                             |
| Hamburg         | 05803400 | 1996    | 55,68 m | 600        |                                                             |
| La Paloma       | 04811010 | 2013    | 45,00   | 400        |                                                             |
| Fantasia        | 04032950 | 1995    | 52,0 m  | 250        |                                                             |
| Hanseatic       | 05801450 | 1992    | 48,87 m | 500        |                                                             |
| Hanse Star      | 04802280 | 2003    | 34,26 m | 250        |                                                             |
| Hammonia        | 05802340 | 1993    | 43,38 m | 300        |                                                             |
| River Star      | 04608280 | 1993    | 48,5 m  | 300        | Hafenrundfahrtschiff an den Landungsbrücken Hamburg         |
| Concordia       | 04307280 | 1996    | 31,2 m  | 250        |                                                             |
| Klein Erna      | 04804610 | 2006    | 33,78 m | 220        |                                                             |
| Klein Fritzchen | 04812340 | 2016    | 33,5 m  | 160        | Hafenrundfahrtschiff an den Landungsbrücken Hamburg         |
| Til Abicht      | 04812570 | 2017    | 20,0 m  | 96         |                                                             |
| Hanna Abicht    | 04812560 | 2017    | 20,0 m  | 96         |                                                             |
| Hugo Abicht     | 04811100 | 2014    | 18,0 m  | 96         |                                                             |
| Rainer Abicht   | 04806110 | 2007    | 18,0 m  | 60         |                                                             |
| Nelly Abicht    | 05802660 | 1993    | 19,99 m | 75         |                                                             |
| Iris Abicht     | 04805830 | 2007    | 17,86 m | 60         |                                                             |
| Traute Abicht   | 05100410 | 1963    | 18,17 m | 60         |                                                             |
| Paul Abicht     | 04805990 | 2007    | 17,88 m | 60         |                                                             |
| Willi Abicht    | 04806100 | 2007    | 18,0 m  | 60         |                                                             |
| Walter Abicht   | 05107370 | 1939    | 17,44 m | 70         |                                                             |
| Jette Abicht    | 05104940 | 1925    | 18,0 m  | 85         |                                                             |
| Hertha Abicht   | 05100390 | 1963    | 18,18 m | 50         |                                                             |
| Otto Abicht     | 05108320 | 1917    | 18,65 m | 70         |                                                             |
| Jessica Abicht  | 05103700 | 1958    | 19,31 m | 60         |                                                             |
| Kurt Abicht     | 05113260 | 1943    | 18,7 m  | 60         |                                                             |
| Brigitta Abicht | 05111190 | 1962    | 22,82 m | 75         |                                                             |
| Pauline Abicht  | 05104020 | 1931    | 17,9 m  | 71         |                                                             |
| Klein Romy      | 04814540 | 2023    | 41,0 m  | 250        |                                                             |
| Klein Heini     | 04814530 | 2023    | 41,0 m  | 250        |                                                             |